# イェス・ブカ
イェス・ブカ（モンゴル語: Yesü buqa、生没年不詳）は、13世紀前半にモンゴル帝国に仕えたウリヤンカン部出身の千人隊長の一人。
『元史』などの漢文史料では也速不花(yĕsùbùhuā)、『集史』などのペルシア語史料ではییسوقا تایشی(yīsūbūqā tāīshī)と記される。

## 概要
「四狗」の一人に数えられるチンギス・カンの重臣の一人ジェルメの息子で、弟にはイェスン・テエがいた。
『集史』「ウリヤンカン部族志」には「彼の父（ジェルメ）の地位を統べた」とあり、チンギス・カンの存命中に亡くなった父のジェルメの地位を継承していた。そのため、『モンゴル秘史』に記される1206年時点での千人隊長一覧では名前が挙がらず、『集史』に記されるチンギス・カン晩年時の千人隊一覧には左翼2番目の千人隊長として名前が挙げられている。
1229年に第2代皇帝オゴデイが即位すると、弟のイェスン・テエとともに側近として重用された。オゴデイは金朝を征服した後、征服地を「投下領」として諸王・勲臣に分配した（丙申年分撥）が、この時イェス・ブカは「左手九千戸」の一人「イェス・ブカ（也速不花）」名義で河間路陵州に領地・領民を与えられている。
この頃既にイェス・ブカは既に高齢であり、車に乗って行き来していた。オゴデイは「皇子の師父」を意味する「太師」の称号を授けたという。イェス・ブカの地位は甥に受け継がれ、『集史』が編纂された頃にはカラウナ・チュバンがその地位を継承していた。

## ウリヤンカン部ジェルメ/スブタイ家
- ジャルチウダイ・エブゲン（J̌arči'udai ebügen ＞札児赤兀歹/zháérchìwùdǎi）
  - 千人隊長ジェルメ・ウハ（J̌elme ＞者勒蔑/zhělèmiè,جَلمه اوهَه/jalma ūha）
    - 太師イェス・ブカ（Yesü buqa ＞也速不花/yĕsùbùhuā,ییسوقا تایشی/yīsūbūqā tāīshī）
    - 箭筒士イェスン・テエ（Yesün te'e ＞也孫帖額/yĕsūntièé,ییسون توا طرقی/yīsūn tūā ṭarqī）

  - 千人隊長スブタイ（Sübe'etei ＞速別額台/sùbiéétái,سوبداى/sūbdā'ī）
    - 大元帥ウリヤンカダイ（Uriangqadai ＞兀良合台/wùliánggĕtái,اوريانكقداى/ūrīānkqadāī）
      - 都元帥ココチュ/ココテイ（Kököčü/Kökötei ＞闊闊帯/kuòkuòdài,كوكچو/kūkuchū）
      - 都元帥・中書左丞相アジュ（Aju ＞阿朮/āzhú,آجو/ājū）
        - 河南王ブリルギテイ（Bürilgitei ＞卜憐吉帯/bŭliánjídài）
          - 江浙行省平章政事トントン（Tongtong ＞童童/tóngtóng）